# Kråkvilan (Brändö, Åland)
Kråkvilan är ett skär i Åland (Finland). Det ligger i den östra delen av landskapet, 60 km öster om huvudstaden Mariehamn.
Terrängen runt Kråkvilan är mycket platt. Trakten är glest befolkad. Närmaste större samhälle är Brändö, 14,0 km norr om Kråkvilan. 